# Comté d'Ohio (Indiana)
Pour les articles homonymes, voir Comté d'Ohio.
Le comté d'Ohio (anglais : Ohio County) est un comté de l'État de l'Indiana, aux États-Unis. Il comptait 5 623 habitants en 2000. Son siège est Rising Sun.